# Dick Kuiper
Dirk Theodoor (Dick) Kuiper (Amsterdam, 25 december 1938 – aldaar, 19 mei 2024) was een Nederlands socioloog en politicus. Hij was hoogleraar sociologie aan de Vrije Universiteit en voor het CDA lid van de Eerste Kamer.

## Loopbaan
Kuiper doorliep het Gereformeerd Gymnasium in Amsterdam en studeerde politicologie aan de Vrije Universiteit. Daar begon hij in 1964 als wetenschappelijk medewerker sociologie en promoveerde daar in 1972 in de sociale wetenschappen bij prof. dr. Gerrit Kuiper Hzn. (geen familie) op het proefschrift De voormannen. Een sociaal-wetenschappelijke studie over ideologie, konflikt en kerngroepvorming binnen de Gereformeerde wereld in Nederland tussen 1820 en 1930. Vervolgens werd hij lector en van 1980 tot 2002 hoogleraar algemene sociologie. Hij was tevens decaan van de subfaculteit sociaal-culturele wetenschappen (1976-1979) en conrector van de Vrije Universiteit (1980-1982).
Hij was lid van de ARP die in 1980 opging in het CDA. Hij maakte deel uit van de Christen-radicalen. Kuiper was van 13 september 1983 tot 13 juni 1995 lid van de Eerste Kamer der Staten Generaal waar hij zich vooral bezig hield met hoger onderwijs en media. In 1995 werd hij lid van de raad van toezicht van de NOS. 
- Bibliothèque nationale de France: cb150811210 (data)
- Gemeinsame Normdatei: 1146002378
- International Standard Name Identifier: 0000 0001 1020 1453
- Library of Congress Control Number: n84050668
- Nederlandse Thesaurus van Auteursnamen: 068586868
- Parlement.com: vg09llnv1xgs
- Virtual International Authority File: 2760826
- WorldCat: E39PBJwRTfJgwFH4rC3x9kyWXd